# 山口富男
山口 富男（やまぐち とみお、1954年1月29日 - ）は、日本の政治家。日本共産党中央委員会付属社会科学研究所所長、幹部会委員。元・衆議院議員（2期）。

## 略歴
静岡県生まれ。同志社大学文学部卒業。
日本共産党社会科学研究所事務局長、文化・知識人委員会責任者、政策委員会副責任者を経て、衆議院議員を2期務める（2000年6月～2005年8月、比例東京ブロック）。
2005年8月から社会科学研究所副所長。2024年1月から所長。

## 著書

### 単著
- 『新しい世紀に日本共産党を語る』新日本出版社、2003年
- 『21世紀と日本国憲法』光陽出版社、2004年
- 『マルクス「資本論」のすすめ～新版で読む』学習の友社、2021年

### 共著
- 土井洋彦・足立正恒・山口富男『変革の立場と傍観者の論理―丸山真男「史観」批判』新日本出版社、1994年
- 不破哲三・石川康宏・山口富男『「古典教室」全3巻を語る』新日本出版社、2014年 ISBN 9784406057813

## 外部リン ク
- t-yamaguchi.gr.jp at Internet Archive